# Noia (Hiszpania)

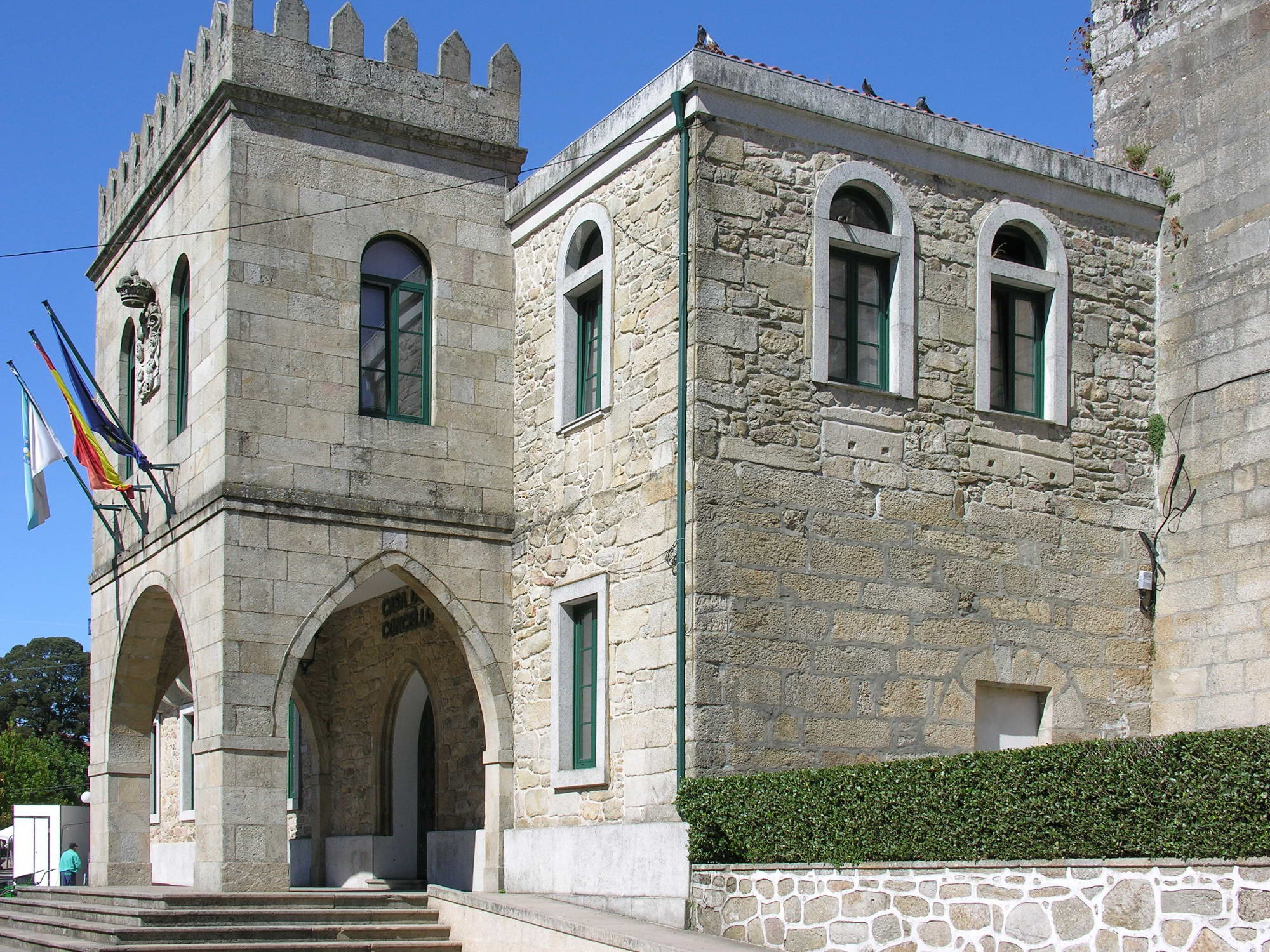
Ratusz w Noia

Noia (w starożytności Noega) – miasto w Hiszpanii, w prowincji A Coruña, we wspólnocie autonomicznej Galicja (Hiszpania). Według tradycji miasto zostało założone przez prawnuka biblijnego Noego, stąd nazwa miasta i arka oraz gołębica z gałązką oliwną. Największy rozkwit miasta przypadł na XV wiek – wtedy Noia była jednym z najważniejszych portów Galicji.

## Zabytki
- kościół San Martino, późnoromański, jednonawowy zdobiony licznymi figurami postaci biblijnych i świętych.
- kościół Santa Maria a Nova, romański z XIV wieku
- piękna starówka z kilkoma średniowiecznymi pałacykami